# Adolphe-Félix Cals

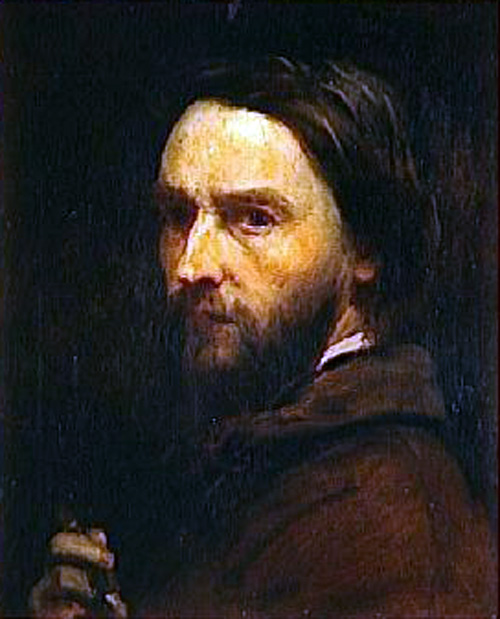
Portret van de artiest (1851)

Adolphe-Félix Cals, (Parijs, 17 oktober 1810 – Honfleur, oktober 1880) was een Franse impressionistische kunstschilder en graficus.

## Biografie

### Vroege jaren
Als arbeiderszoon ging hij op 12-jarige leeftijd in de leer bij graveur Jean-Louis Anselin. Na diens dood ging hij in de leer bij Ponce en Bosc. Bij hen bekwaamde hij zich onder andere in de lithografie. In 1928 werd hij door Léon Cogniet toegelaten tot zijn atelier dat verbonden was aan de École des Beaux Arts. Daar leerde hij Ermance de Provisy kennen, zijn toekomstige vrouw. Cogniet was een neoklassieke schilder, maar Cals ontwikkelde al gauw een eigen realistische stijl en thematiek. Door de gespannen relatie die hierdoor ontstond, verliet Cals het atelier van Cogniet. Hij diende kort in het leger voordat hij zich in Parijs vestigde.

### Ermance de Provisy

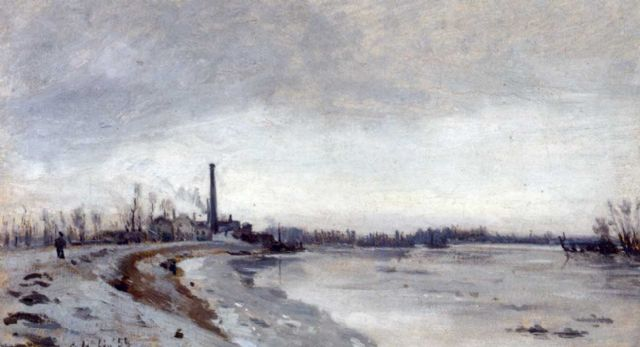
Rivieroever in de winter (1855)

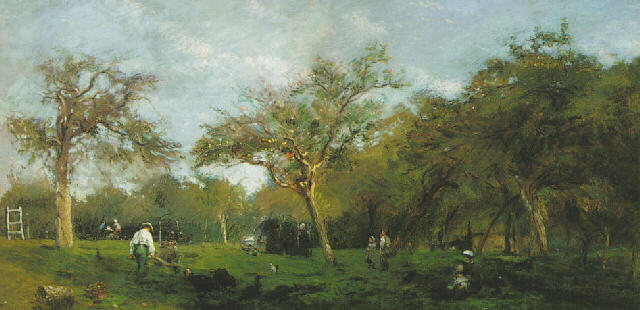
Een zondag in Saint-Siméon (1876)

Tussen 1840 en 1844 trouwde hij met Ermance de Provisy, een jonge vrouw uit een adellijke familie. Hun huwelijk was zeer ongelukkig, omdat Ermance een zeer opvliegend karakter had. Ook keek zij neer op Cals vanwege zijn lage afkomst. Hij verliet haar, met hun dochter, om een hongerend en zwervend bestaan in Parijs te leiden. Vaak ging hij wandelen in de omgeving van Parijs om de landschappen die hij aantrof te schilderen.

### Salon des Refusés
In 1835 exposeerde hij voor het eerst met drie van zijn werken in de Parijse Salon, een jaarlijkse schilderijententoonstelling. Ook de jaren daarna waren zijn schilderijen er regelmatig te zien. Maar critici van die tijd wisten zijn stijl en gekozen thema's vaak niet op hun waarde te schatten. Daarom werden zijn werken niet altijd op een in het oog springende locatie geplaatst en in latere jaren ook steeds vaker geweigerd. In 1870 nam Cals voor het laatst deel aan de Parijse Salon. Vier jaar later nodigde Claude Monet hem uit om deel te nemen aan de eerste impressionistische tentoonstelling. In 1874 en van 1876 tot 1881 stuurde hij werken naar deze alternatieve tentoonstelling.

### Vrienden

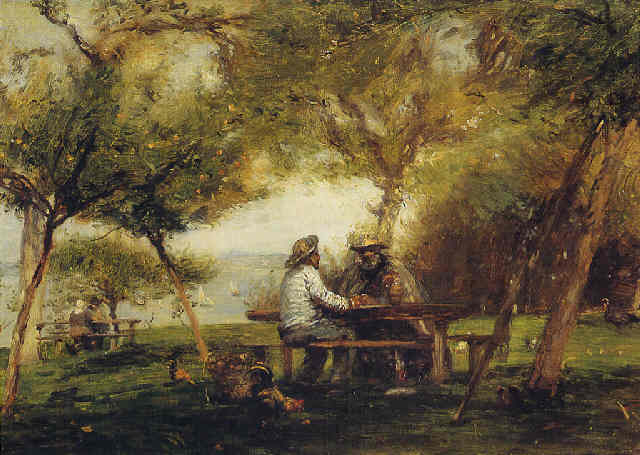
Zeilers in Saint-Siméon(1877)

Cals had veel vrienden binnen de kunstwereld en kreeg ook veel hulp van hen. Via Pierre-Firmin Martin, een Parijse kunsthandelaar die hij in 1848 ontmoette, verkocht hij zijn werken. In de winkel van Martin ontmoette hij in 1858 Graaf Doria. Deze nodigde hem regelmatig uit om in zijn kasteel in Orrouy schilderijen te maken. Ook met schilders sloot Cals vriendschap, onder wie de Nederlandse pre-impressionistische schilder Jongkind. Toen Jongkind in moeilijkheden verkeerde, reisde Cals naar Nederland om hem te helpen.

### Honfleur
In 1873 verhuisde Cals naar Honfleur, om er de laatste jaren van zijn leven wonen, samen met zijn dochter. Veel andere realistische kunstschilders woonden daar ook, waaronder Jongkind. In 1868 liet hij zijn dochter opnemen in asile de Charenton, een psychiatrisch ziekenhuis in Saint-Maurice (Val-de-Marne).

## Schilderstijl en thematiek

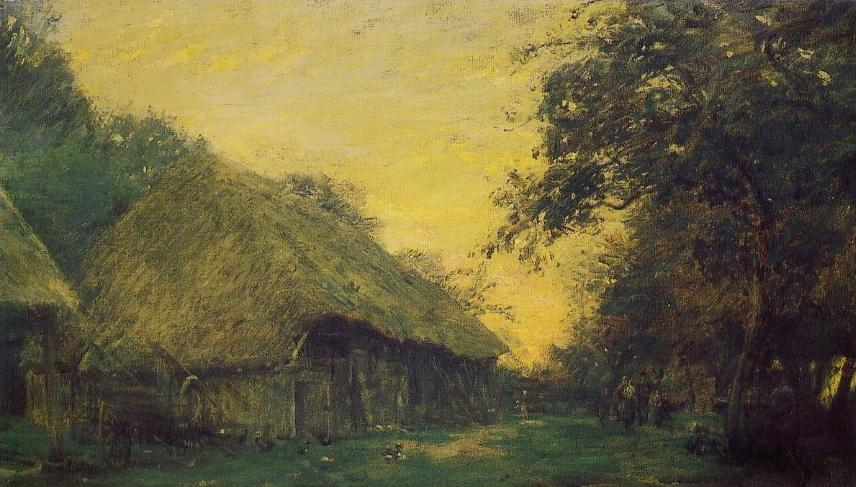
Zonsondergang in Honfleur (1875)

Cogniet is van weinig invloed geweest op het schilderwerk van Cals. Het was daarentegen vooral de armoede in zijn leven, die zijn grootste inspiratiebron vormde. Hij schilderde over het boerenleven, landschappen, ambachtslieden en het gezinsleven.
Cals' stijl werd beïnvloed door Corot en Jongkind. Hij kreeg ook belangstelling voor de nieuwe technieken in de schilderkunst, waarmee jonge schilders werkten, zoals een vrijere penseelstreek en een lichter kleurbereik. Cals was de oudste van een nieuwe generatie van schilders en volgens sommigen de ware uitvinder van het impressionisme.